# Мэгги и Энни
«Мэгги и Энни» (англ. Maggie and Annie) — американская мелодрама 2002 года режиссёра Кимберли Уилсон.

## Сюжет
Энни замужем за Биллом, у них растёт маленькая дочка. Записавшись в команду по софтболу, Энни знакомится там с Мэгги. Мэгги — открытая лесбиянка. Энни ей сразу понравилась, однако Мэгги сдерживает свои чувства, понимая, что они совсем не к месту. Девушки становятся подругами. Близкое общение нарушает покой Энни. Эмоциональная связь с Мэгги становится слишком сильна. Однажды Мэгги приглашает её провести вечер вместе с подругами в «баре для девушек». Ночь танцев и напитков разрушает выстроенные с обеих сторон преграды, и у женщин начинается роман. Билл видит, что для его жены Мэгги давно стала очень значимым человеком, а вскоре узнаёт и всю правду. Чувства Энни для него очень важны, но он хочет сохранить семью и просит Мэгги уехать. Та осознаёт свою вину и расстаётся с любимой. Однако разлука не в силах изменить чувства Энни, все её мысли только об одном. Билл понимает, что ничего нельзя поделать, прошлую жизнь не вернуть, и сам просит Мэгги вернуться. Встрече влюбленных не даёт осуществиться трагический случай.

## Актёрский состав
| В ролях        |  | Персонаж |
| -------------- |  | -------- |
| Эми Тиль       |  | Энни     |
| Джой Яндел     |  | Мэгги    |
| Адам Нокс      |  | Билл     |
| Дженнифер Стил |  | Дженни   |
| Лиззи Пит      |  | Барбара  |